# All'origine della pretesa cristiana
All'origine della pretesa cristiana è un saggio del sacerdote cattolico e teologo Luigi Giussani, fondatore del movimento Comunione e Liberazione, pubblicato nel maggio 1988. È il secondo volume del PerCorso, opera in tre parti, pubblicata per la prima volta tra il 1986 e il 1992, nella quale don Giussani riassume il suo itinerario di pensiero e di esperienza e che rappresenta la base, sviluppata in quarant'anni di insegnamento, della sua proposta educativa.
Nel testo Giussani descrive il passaggio dal senso religioso, come descritto nel primo volume del PerCorso (Il senso religioso), all'avvenimento storico della rivelazione cristiana.

## Storia editoriale

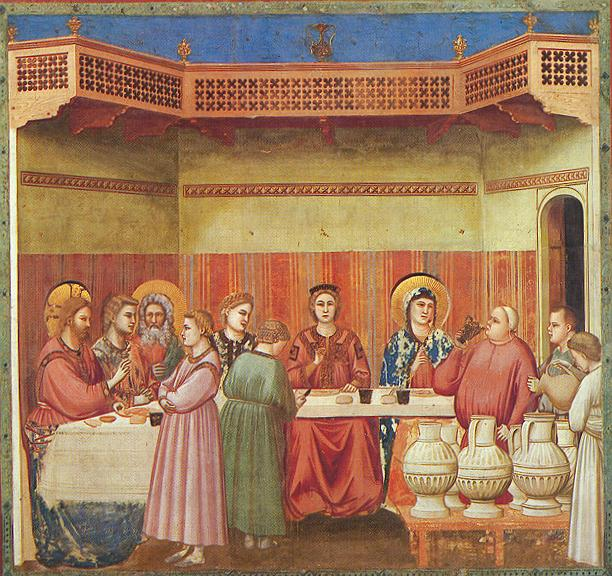
Un particolare delle Nozze di Cana di Giotto nella Cappella degli Scrovegni di Padova è stato utilizzato per la copertina delle edizioni di All'origine della pretesa cristiana edite da Rizzoli.

Il PerCorso nacque, come impianto iniziale, quale base delle lezioni di religione tenute da don Giussani al liceo Berchet di Milano negli anni cinquanta e in seguito rielaborata per l'insegnamento di introduzione alla teologia all'Università Cattolica.  L'opera intende esemplificare le modalità secondo le quali si può aderire coscientemente e ragionevolmente al cristianesimo, tenendo conto dell'esperienza reale.
Il libro ricalca, sviluppandola, l'impostazione data da don Giussani in una sua prima opera intitolata Il senso religioso e pubblicata originariamente nel 1966. Seguendo lo schema lì adottato, il PerCorso inizia col tema del senso religioso inteso come «essenza stessa della razionalità e la radice della coscienza umana». Il secondo volume riguarda il tema della rivelazione, mentre il terzo verte sul tema della Chiesa.
All'origine della pretesa cristiana fu pubblicato nel marzo del 1988 da Jaca Book e fu seguito, negli anni successivi, dal testo conclusivo del PerCorso, Perché la Chiesa, in due tomi, nel 1990 e nel 1992.
Nel 2001 Rizzoli Editore, che aveva già pubblicato la rinnovata edizione de Il senso religioso nel 1997, realizzò quella che, riveduta e corretta, con un nuovo apparato bibliografico e di note, una nuova prefazione dell'autore, è considerata l'edizione "definitiva" di All'origine della pretesa cristiana. Il testo fu poi pubblicato anche in edizione economica nella Biblioteca Universale Rizzoli nel 2004.
L'edizione in lingua inglese di All'origine della pretesa cristiana, pubblicata da McGill-Queen's University Press di Montréal, fu presentata al Palazzo di Vetro delle Nazioni Unite a New York il 24 maggio del 1999 analogamente a quanto avvenne nel dicembre del 1997 per The Religious Sense. La presentazione di At the Origin of the Christian Claim fu organizzata dall'Osservatore permanente della Santa Sede presso l'ONU monsignor Renato Martino con interventi del cardinale John O'Connor, Arcivescovo di New York, del pastore e teologo luterano Gilbert C. Meilander, del rabbino e filosofo ebraico Neil Gillman e di Razan A.G. Farhadi, ambasciatore afghano presso l'ONU.
Giussani stesso affermò di tenere particolarmente a questo libro, poiché «esprime le ragioni di una fede consapevole e matura».
All'origine della pretesa cristiana e gli altri testi del PerCorso sono alla base del volume per l'insegnamento della religione cattolica rivolto agli studenti delle scuole superiori intitolato Scuola di religione e pubblicato dalla SEI di Torino nel 1999 (e in una nuova edizione nel 2003).

## Contenuti
Nell'introduzione, ampliata nella riedizione del libro ad opera dell'editore Rizzoli, Giussani riepiloga gli aspetti salienti dell'esperienza religiosa dell'uomo, contenuto del primo volume del PerCorso. Il senso religioso è «quella natura originale dell'uomo per cui egli si esprime esaurientemente in domande ultime» e quindi «espressione adeguata di quel livello della natura in cui la natura diventa coscienza del reale tendenzialmente secondo la totalità dei suoi fattori». Coincide con l'aspetto ultimo e profondo della ragione.
L'uomo non distratto, ma consapevole, si rende conto che il senso della realtà, cioè il contenuto ultimo della ragione, è un fattore non immediatamente compreso, esterno, una «x», come la definisce l'autore. Giussani descrive come «vertiginosa» la condizione umana di fronte a questo riconoscimento che è il vertice della ragione umana. Vertiginoso è aderire a qualcosa che non si riesce ad afferrare, qualcosa di cui si intuisce la presenza, ma che non è visibile, misurabile e non si possiede. Cioè il «mistero» com'è cristianamente definito. La ragione umana, per sua natura è così spinta alla ricerca di una soluzione, anzi, la ragione stessa implica l'esistenza di una soluzione.

### Creatività religiosa e esigenza della rivelazione
Nei primi due capitoli è descritto come l'uomo abbia cercato nella storia di immaginare e di definire il mistero in rapporto con sé attraverso le religioni. Giussani afferma che in tal senso tutte le religioni sono vere, «l'unico dovere che l'uomo ha è quello della serietà nell'aderirvi». Tutti gli aspetti della creatività religiosa rispondono alla necessità della ragione di comprendere il fattore misterioso che è avvertito come risposta alle proprie domande ultime. Viene però sottolineato che il mistero stesso deve rivelarsi. «Unico aiuto adeguato alla riconosciuta impotenza esistenziale dell'uomo non può essere che il divino stesso, quella divinità nascosta, il mistero, che in qualche modo si coinvolga con la fatica dell'uomo illuminandolo e sostenendolo nel suo camminare.» La necessità della rivelazione è stata intuita dai grandi artisti in ogni tempo e luogo (l'autore cita Giacomo Leopardi e Platone) Inoltre l'ipotesi della rivelazione non può essere esclusa a priori perché escluderla significherebbe limitare la libertà del mistero stesso in un'ultima forma di idolatria. L'autore esemplifica, con l'aiuto di citazione degli storici delle religioni Julien Ries (futuro cardinale) e Mircea Eliade e di altri, come l'ipotesi della rivelazione sia stata affrontata nelle varie credenze, fino al caso dell'ebraismo in cui è evidente l'implicarsi di Dio nella storia e dell'uomo e addirittura di un popolo.
Giussani definisce quindi in cosa consiste la «pretesa» a cui fa riferimento il titolo del libro. «Nel nobile sforzo razionale, morale ed estetico che esprimono, tutte le religioni sono vere e l'uomo, indotto dalle esigenze della sua umanità, deve compiere questo sforzo e deve quindi avere una religione.» L'esigenza della rivelazione è insita in ogni tentativo religioso. Considerando tutti i tentativi religiosi e la libertà di espressione dell'uomo, che ci sia una che dice di sé «io sono la religione, l'unica strada», sarebbe un delitto «in quanto imposizione morale della propria espressione agli altri». Conclude però l'autore:

### L'ipotesi dell'incarnazione
Per andare al fondo di questa pretesa, apparentemente irrazionale, Giussani utilizza uno schema che riassume come l'uomo concepisce e realizza il suo rapporto con il divino:
La linea orizzontale è la traiettoria umana e sopra di essa incombe la presenza del fattore esterno X (destino, fato, mistero ultimo, Dio). Le frecce ascendenti indicano la tensione conoscitiva della ragione umana verso X. La freccia verticale indica il rivelarsi del mistero, del significato ultimo, nella vicenda umana. L'ipotesi dell'incarnazione consiste nel supporre che «X», «l'enigmatica presenza che incombe oltre l'orizzonte, senza la quale la ragione non potrebbe essere ragione [...] entrasse nel flusso del tempo e dello spazio e con forza espressiva inimmaginabile si incarnasse in Fatto tra noi.» Incarnarsi significa che X diventa un fatto normale sperimentabile nella traiettoria storica, un fatto che si implica concretamente, direttamente e personalmente con l'uomo. Escludere questa ipotesi sarebbe per l'autore irragionevole. Si tratta quindi, vista la plausibilità e la razionalità dell'ipotesi, di domandarsi: «è accaduto o no?»
Nell'ipotesi che il divino abbia scelto di utilizzare questo metodo, incarnandosi, si tratterebbe di un «capovolgimento del metodo religioso», il rapporto uomo-destino non si baserebbe più sullo sforzo umano, non sarebbe più un dignitoso tentativo umano. Si tratterebbe invece di «imbattersi in un presente», non uno sforzo moralistico, ma «la semplicità di un riconoscimento». Giussani lo chiama «incontro».
La pretesa cristiana non è quindi semplicemente l'affermazione che il cristianesimo è l'unica risposta, ma piuttosto l'annuncio che quanto ipotizzato, il capovolgimento secondo cui il significato ultimo si è incarnato, è un fatto accaduto. Non un problema teorico, ma storico. «La prima domanda di cui ci dobbiamo investire non è: È ragionevole o giusto quel che dice l'annuncio cristiano?, ma È vero che sia accaduto o no? È vero che Dio è intervenuto?».
Una citazione di Fëdor Dostoevskij introduce la descrizione di come la domanda posta sopra sia quella fondamentale e ponga un problema ineliminabile nell'esperienza religiosa dell'uomo.
(Fëdor Dostoevskij)
L'autore sostiene così che il «semplice fatto che un solo uomo affermi Dio è diventato uomo pone un problema radicale e ineliminabile nella vita religiosa dell'umanità.» Citando Kierkegaard Giussani afferma che l'uomo non può disinteressarsi di un fatto come la dichiarazione di un uomo che ha affermato di essere Dio, passivamente. 
(Søren Kierkegaard,)
La società tende a non prendere in considerazione questo annuncio per la percezione di enormità dei termini del problema. Invece una riflessione sulla veridicità del cristianesimo parte, secondo i termini di realismo che Giussani ha già delineato nel primo volume del PerCorso, dalla verifica sull'oggetto, in questo caso da Cristo stesso, unico caso nella storia in cui non ci si trova di fronte a un uomo genericamente divinizzato, ma che si è sostanzialmente identificato con Dio.
L'autore spiega che storicamente il fatto cristiano è indagabile attraverso i Vangeli: la testimonianza di persone mosse dall'urgenza di far conoscere i fatti accaduti secondo la loro intelligenza, nella forma di un annuncio. Cioè «il ricordo di un fatto eccezionale trasmesso da qualcuno che ritiene vitale farlo conoscere ad altri.» Non un resoconto stenografico, ma «memoria e annuncio». La domanda da porsi secondo Giussani è: «È plausibile? È convincente?» L'analisi di quanto descritto nei testi evangelici richiede, citando von Balthasar, di «non lesinare sul senso», cioè è necessario farsi provocare dalla totalità del fatto, la pretesa di Cristo, così com'è.

### Il metodo della rivelazione

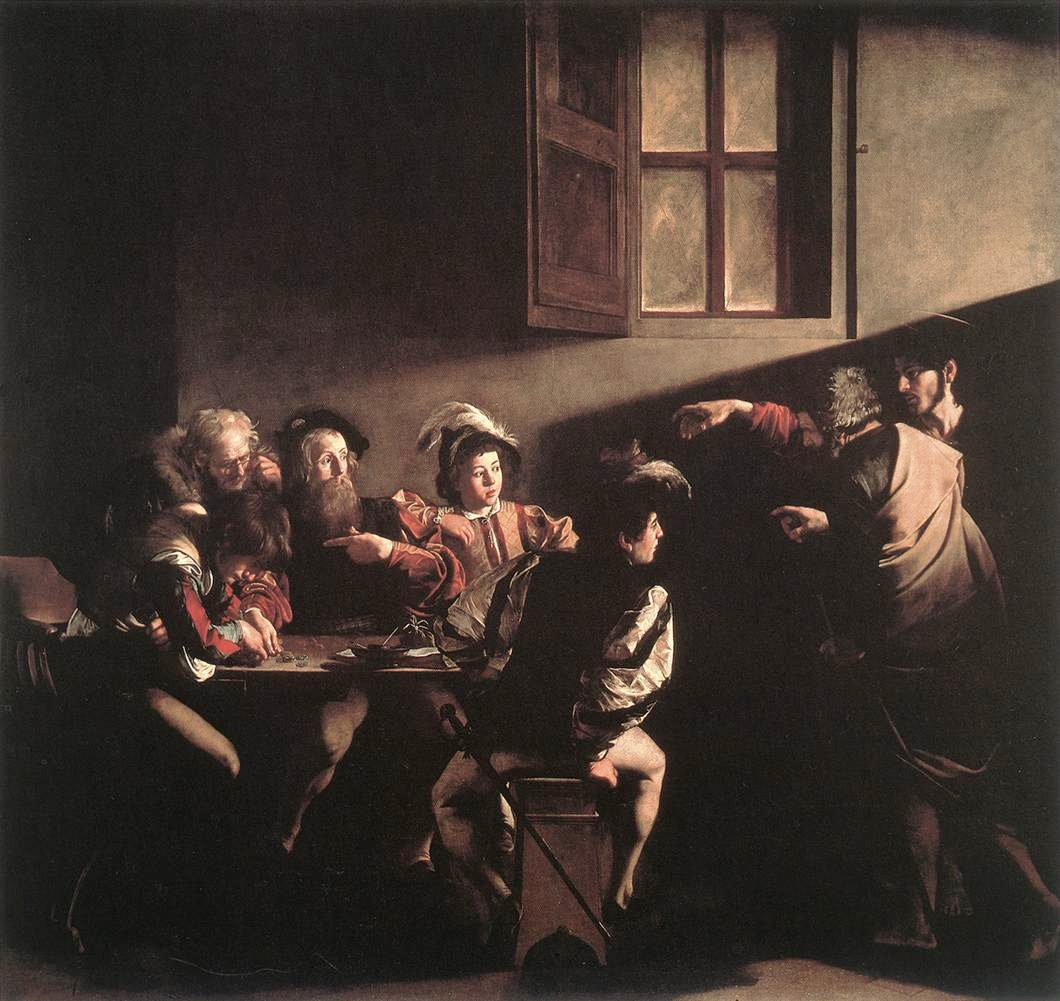
La Vocazione di san Matteo di Caravaggio (1599-1600, Roma, Chiesa di San Luigi dei Francesi) descrive l'incontro del futuro evangelista con Gesù.

L'approccio al fatto cristiano richiede la convivenza nel tempo con Cristo stesso, con la modalità che Cristo stesso propone, nell'unicità della sua pretesa. Il venir meno di questo metodo non soddisfa, secondo Giussani, che qui richiama il primo volume del PerCorso, i requisiti per una seria indagine. Convivenza nel tempo, tenendo conto che Cristo fa costantemente appello all'intelligenza e la sollecita, al fine di giungere alla certezza.
Il punto di partenza è quindi per l'autore la constatazione che «il mistero ha scelto di entrare nella storia dell'uomo con una storia identica a quella di qualsiasi uomo».
Giussani inizia qui il racconto dell'incontro umano dei primi apostoli con Gesù ricordando che il racconto di Giovanni «riporta la memoria di un uomo che ha trattenuto per tutta la vita negli occhi e nel cuore l'istante in cui la sua esistenza è stata investita da una presenza e capovolta» (Gv1,35-50). Dell'incontro con Gesù fatto insieme al suo amico Andrea Giovanni ricorda l'ora, «erano circa le quattro del pomeriggio» (Gv1,39).
Gli apostoli si trovano di fronte a una persona diversa dalle altre, dalla personalità eccezionale, ma che con una modalità semplicissima, la convivenza con loro, porta ad una certezza apparentemente sproporzionata, quella di aver trovato il Messia.
Nei capitoli centrali Giussani esemplifica, sempre attraverso i Vangeli, quale sia «il carattere eccezionale del fatto incontrato e come una impressione iniziale pur carica di evidenza si è trasformata in convinzione». L'autorivelazione di Gesù avviene progressivamente, nel tempo la certezza di chi lo ha incontrato si fa più solida. La cosa che più colpisce non sono i miracoli o la sua padronanza della realtà, ma «uno sguardo rivelatore dell'umano cui non ci si poteva sottrarre [...] Gesù vedeva dentro l'uomo.» Tale evidenza è esemplificata da Giussani negli incontri di Gesù con la Samaritana («Mi ha detto tutto quello che ho fatto!», Gv4,1-42) con Matteo il gabelliere (Mt9,9-13), con Zaccheo, l'uomo più odiato di Gerico (Lc5,27-32). La domanda «Chi è?» è quella che maggiormente investe chi incontra Gesù. Solo coloro che hanno convissuto con lui possono credere alla sua parola, alla sua autorivelazione, non tanto per l'evidenza in sé, ma per i segni emersi in una convivenza nel tempo che ha sollecitato la loro intelligenza.

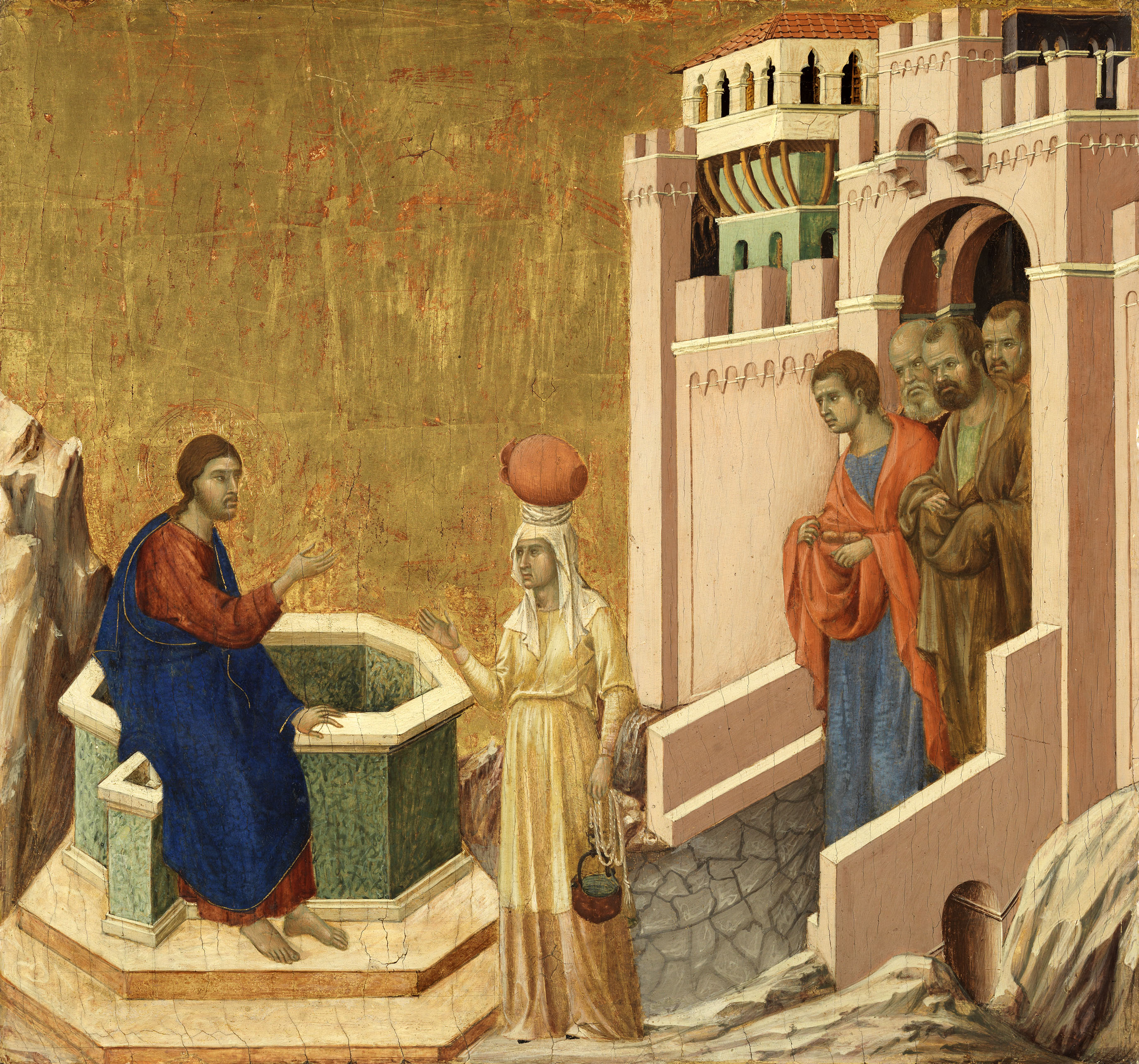
LIncontro con la Samaritana di Duccio di Buoninsegna (1310-1311, Madrid, Museo Thyssen-Bornemisza).

Giussani spiega l'atteggiamento di Pietro alla domanda di Cristo che chiede «Volete andarvene anche voi?» dopo la reazione della folla e dei Farisei al suo annuncio pubblico («In verità vi dico: chi non mangia della mia carne non entrerà nel regno dei cieli»)(Gv6,22-70).
La risposta di Pietro («Signore, da chi andremo? Tu hai parole di vita eterna; noi abbiamo creduto e conosciuto che tu sei il Santo di Dio», Gv6,68-69) è per Giussani un caso di certezza morale come descritta nella terza premessa de Il senso religioso.
Il testo descrive la "pedagogia" di Cristo nel rivelarsi fino a quello che è definito "il momento dell'identificazione" come risposta alla domanda «Tu chi sei?». Per Pietro la risposta è l'evidenza secondo cui «Se non posso fidarmi di quest'uomo, non posso fidarmi neppure di me stesso.» Gesù rende poi esplicita la sua natura divina (Gv8,31-59, Mt26,61-64) sfidando ma rispettando la libertà di ognuno.
La pretesa diventa, nel racconto evangelico, sempre più manifesta e le condizioni per decidere su di essa sono così rese esplicite. «Il problema della divinità di Gesù», secondo don Giussani, «si riduce a questo: alternativa in cui penetra più che in altra occasione la decisione della libertà. Una decisione che ha radici recondite e collegate ad un atteggiamento di fronte alla realtà tutta.»

### La concezione della vita e dell'uomo
Nell'ottavo capitolo Giussani descrive l'idea che Gesù ha della vita e dell'uomo. «Gesù non è venuto nel mondo per sostituirsi al lavoro umano, all'umana libertà o per eliminare l'umana prova - condizione esistenziale della libertà. Egli è venuto nel mondo per richiamare l'uomo al fondo di tutte le questioni, alla sua struttura fondamentale e alla sua situazione reale.»
La premessa per comprendere questo è l'educazione alla moralità, non intesa in senso di irreprensibilità etica, ma come apertura originale dell'animo, come atteggiamento di disponibilità e non di autosufficienza. La sfida che Gesù fa alla libertà dell'uomo è proprio tra l'essere disponibili (morali) o autosufficienti.
Gesù risponde alla domanda «Tu chi sei?» e lo fa realisticamente tenendo conto della natura stessa dell'uomo:
1. il valore della persona, cioè il problema del mondo è la felicità di ogni singolo uomo. Questa è la sorgente dei valori e non viceversa;[61]
2. il valore della persona si fonda nella dipendenza dell'uomo da altro, non da dove proviene come fenomeno biologico, ma dal rapporto diretto ed esclusivo con Dio. Tale rapporto è la vera religiosità, il vero punto di interesse per l'uomo. Per questo, conclude Giussani, «la dipendenza da Dio vissuta, cioè, la religiosità, è la direttiva più appassionata che Gesù dà nel suo Vangelo.»[62]

Questa consapevolezza di dipendenza si traduce in domanda, cioè in preghiera, che è anche la consapevolezza che Gesù aveva di sé. La preghiera è risposta all'evidenza della propria originale dipendenza, non nel passato, ma continua. «Si arriva così alla constatazione che l'uomo non solo non c'era, ma non ci sarebbe se dipendesse da sé, in ogni momento l'uomo non si fa da sé.»
Una religiosità così vissuta, che corrisponde alla concezione che Cristo ha dell'uomo, porta a considerare la vita come dono di sé, cioè «servire il tutto di cui si fa parte». Ma l'uomo non è capace di vivere la sua dipendenza dal tutto come dono, amore e servizio. Una incapacità originale che tradizionalmente è detta peccato originale che si traduce principalmente nell'incapacità dell'uomo di realizzare se stesso. «L'uomo non può realizzare se stesso se non accettando l'amore di un Altro, - di un Altro con un nome preciso, che indipendentemente dalla volontà tua è morto per te.»
Il ruolo della libertà, a cui Giussani aveva già dedicato un importante capitolo nel primo volume del PerCorso, è fondamentale. Alla libertà di Gesù si affianca quella dell'uomo, la possibilità di scegliere di nuovo.
La fede, cioè seguire liberamente ma totalmente Cristo, genera l'atteggiamento esistenziale dell'uomo infaticabilmente in cammino verso una meta certa, genera la carità e un'esperienza di pace.

### Il mistero dell'incarnazione
Giussani afferma, nell'ultimo capitolo, che «prendere sul serio la pretesa di Cristo è profondamente razionale, poiché essa si è posta come fatto nella storia, e come fatto generatore di un "nuovo essere", di una nuova creazione.» Inoltre «rappresenta una trascendente risposta a una esigenza umana che il grande genio ha sempre saputo intuire» (come l'autore ha evidenziato nei secondo capitolo come esigenza della rivelazione). In tal senso è proposta come esempio una poesia di Giacomo Leopardi che per Giussani è stata fondamentale nella sua traiettoria personale e che definisce profetica. «Profezia che si esprime come anelito a poter abbracciare quella fonte di amore intuita dietro il fascino della creatura umana.»
L'una sei tu, cui di sensibil forma

Sdegni l'eterno senno esser vestita,

E fra caduche spoglie

Provar gli affanni di funerea vita;

O s'altra terra ne’ superni giri

Fra' mondi innumerabili t'accoglie,

E più vaga del Sol prossima stella

T'irraggia, e più benigno etere spiri;

Di qua dove son gli anni infausti e brevi,

Questo d’ignoto amante inno ricevi.»
(Giacomo Leopardi, Alla sua donna)

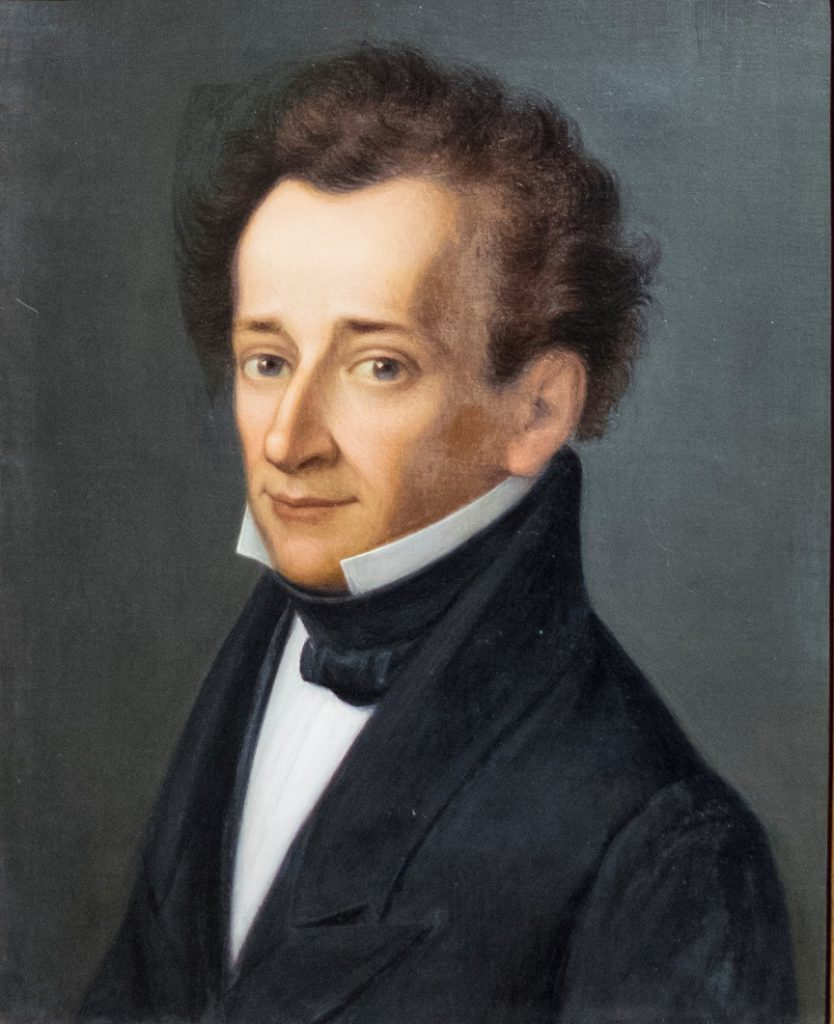
Un ritratto di Giacomo Leopardi eseguito da Giovanni Gallucci, Museo Civico di Recanati.

L'intuizione di Leopardi è per Giussani il vertice del genio umano: l'idea eterna (che per Leopardi si nasconde dietro l'idea della donna, nella cara beltà) cui di sensibil forma sdegni l'eterno senno esser vestita è l'intuizione della incarnazione, è l'esigenza stessa della rivelazione, come dice il Vangelo di Giovanni «Il Verbo si è fatto carne» (Gv1,14) e come l'apostolo stesso testimonia nella sua prima lettera:
(Prima lettera di Giovanni (1Gv1,1))
Quello che sognava ed intuiva Leopardi, e cioè che quella idea eterna della bellezza diventasse forma sensibile, è successo davvero, l'idea eterna di bellezza è diventato un avvenimento nella storia, un uomo, Cristo. La «X» smisurata di cui Giussani parla all'inizio del terzo capitolo del testo «cui si tende ultimamente è diventata presenza, è diventata Qualcun Altro; Qualcun Altro è diventato la nostra misura. Non esiste nulla di più umanamente desiderabile dalla nostra natura: la vita della nostra natura è amore, l'affermazione di un Altro come significato di sé.»
Il mistero dell'incarnazione «stabilisce un metodo che Dio ha creduto opportuno scegliere per aiutare l'uomo ad andare da Lui. Questo metodo si può riassumere così: Dio salva l'uomo attraverso l'uomo.» Si tratta di un metodo che risponde alla natura dell'uomo carica di esigenza di sensibilità e che rispetta la sua libertà, la dignità umana, poiché Dio la rende collaboratrice della sua opera. Per riconoscere l'intervento di Dio nella vita dell'uomo è necessario «attraverso la ricerca aderire innanzitutto alla nostra natura e tener presente che l'esito di una nostra ricerca può esigere un cambiamento radicale, una rottura del limite stesso della nostra natura». Questo metodo, secondo l'autore, è ciò che differenzia la Chiesa cattolica dalle altre concezioni e interpretazioni cristiane.
Un tal metodo continua nella storia, l'adesione deve essere possibile per chiunque e in ogni momento. «Se Gesù è venuto, è, permane nel tempo con la sua pretesa unica, irripetibile, e trasforma il tempo e lo spazio, tutto il tempo e tutto lo spazio.» L'autore conclude descrivendo come l'uomo istintivamente provi a resistere, la ragione resiste di fronte all'annuncio dell'Incarnazione. Ciò, nella storia, ha portato il dogma dell'Incarnazione a essere osteggiato al punto che la cultura illuminista ha istituito un nuovo dogma moderno: «la divisione tra fede e realtà mondana coi suoi problemi. [...] È l'ultima latitudine cui si può spingere la pretesa idolatrica, la pretesa cioè di attribuire a Dio ciò che la ragione aggrada o ciò che la ragione decide.»

## Edizioni
- Luigi Giussani, All'origine della pretesa cristiana. Volume secondo del PerCorso, 1ª ed., Milano, Jaca Book, Già e non ancora 158, marzo 1988,  p. 152, ISBN 88-16-30158-9.
- All'origine della pretesa cristiana in  Luigi Giussani, Opere (1966-1992), Vol. 1, Il PerCorso, 1ª ed., Milano, Jaca Book, Già e non ancora 273, 1994,  p. 696, ISBN 88-16-30273-9.
- Luigi Giussani, All'origine della pretesa cristiana. Volume secondo del PerCorso, 1ª ed., Milano, Rizzoli, ottobre 2001,  p. 146, ISBN 88-17-86841-8.
- Luigi Giussani, All'origine della pretesa cristiana. Volume secondo del PerCorso, 1ª ed., Milano, Biblioteca Universale Rizzoli, BUR Saggi, 2004,  p. 146, ISBN 978-88-17-00060-4.
- Luigi Giussani, All'origine della pretesa cristiana. Volume secondo del PerCorso, nuova edizione, Milano, Rizzoli, novembre 2011,  p. 146, ISBN 978-88-17-05385-3.
- Luigi Giussani, All'origine della pretesa cristiana. Volume secondo del PerCorso, 1ª edizione, audio libro, 1 CD, formato MP3, Milano, Rizzoli, 2012.[80]

### Scuola di religione
- Luigi Giussani, Scuola di religione. Per le scuole superiori, a cura di Marco Artoni, Gianni Mereghetti, 1ª ed., Torino, SEI, 1999,  p. 502, ISBN 978-88-05-02621-0.
- Luigi Giussani, Scuola di religione. Per le scuole superiori, a cura di Gianni Mereghetti, 2ª ed., Torino, SEI, 2003,  p. 564, ISBN 978-88-05-02837-5.